# Haos
Haos – album duetu polskich raperów O.S.T.R.-a oraz Hadesa, wydany 26 lutego 2013 roku, nakładem wytwórni Asfalt Records. Skrecze dograli DJ Kebs i DJ Haem. Według wydawcy nagrań album uzyskał status złotej płyty w przedsprzedaży.
Nagrania zadebiutowały na 1. miejscu zestawienia OLiS i uzyskały certyfikat platynowej płyty.

## Lista utworów
Opracowano na podstawie materiału źródłowego.
1. „Intro HAOS” (prod. Killing Skills, O.S.T.R.) – 4:40
2. „Rap na osiedlu” (prod. Drumlinaz) – 3:41
3. „Czas dużych przemian” (prod. Killing Skills, O.S.T.R.) – 4:31
4. „Psychologia tłumu” (gościnnie: Sacha Vee, prod. Killing Skills) – 3:45
5. „Ona i ja” (prod. Killing Skills, O.S.T.R.) – 4:33
6. „Mam dość” (prod. Drumlinaz, Killing Skills) – 3:44
7. „Bądź słuchaczem” (prod. Drumlinaz) – 3:37
8. „Mniej więcej” (prod. Killing Skills, O.S.T.R.) – 3:55
9. „Powstrzymać cię” (prod. Killing Skills, O.S.T.R.) – 4:11[A]
10. „Wyżej” (prod. Killing Skills, O.S.T.R.) – 3:21
11. „Sugar Haze” (prod. Killing Skills, O.S.T.R.) – 4:20
12. „Stary Nowy Jork” (prod. Killing Skills, O.S.T.R.) – 3:40[B]
13. „Obsesja” (prod. Killing Skills, O.S.T.R.) – 3:25
14. „Idealny świat” (prod. Killing Skills, O.S.T.R.) – 5:04
15. „Niewidzialni ludzie” (prod. Killing Skills, O.S.T.R.) – 3:16
16. „Kolacja” (prod. Drumlinaz) – 3:41

Notatki
- A^ W utworze wykorzystano sample z piosenki „What's Your Name” w wykonaniu The Moments[8].
- B^ W utworze wykorzystano sample z piosenki „Giving Up” w wykonaniu Gladys Knight & the Pips[9].

Singel
| Rap na osiedlu |
| --- |
| 1. „Rap na osiedlu (Extended Remix)” (produkcja: Drumlinaz, gościnnie: Green, Kasina, RakRaczej, Sughar, Zorak, scratche: DJ Haem, DJ Kebs) 2. „Rap na osiedlu (Instrumental)” (produkcja: Drumlinaz) |